# Robert Gosnell
Robert Gosnell é um roteirista membro do Writers Guild of America e do Writers Guild of Canada, com mais de 20 anos de trabalhos em Hollywood.

## Trabalhos

### Roteirista
- 2007 - Juncture (writer)
- 2006 - Siren (screenplay)
- 2001 - Dragon and the Hawk (writer)
- 1998 - Tiger Street (writer)
- 1998 - Escape from Wildcat Canyon (writer)
- 1990 - Just Perfect (feito para TV) (written by)
- 1986 - Os Aventureiros do Fogo (screenplay / story)
- 1986 - Safe at Home (série de TV) (writer)
- 1985 - Rocky Road (série de TV)
- 1984 - Too Close for Comfort (série de TV)
- 1984 - Henry Draws a Blank (written by)
- 1983 - Baby Makes Five (série de TV)

### Produtor
- 2008 - Little Bear and the Master (associate producer)